# Gürgentepe
Gürgentepe este un oraș din Turcia.